# Điện Biên, Ba Đình
Điện Biên là một phường thuộc quận Ba Đình, thành phố Hà Nội, Việt Nam.
Phường Điện Biên có diện tích 0,94 km², dân số năm 2022 là 8.895 người, mật độ dân số đạt 9.462 người/km².